# Parc national de São Joaquim

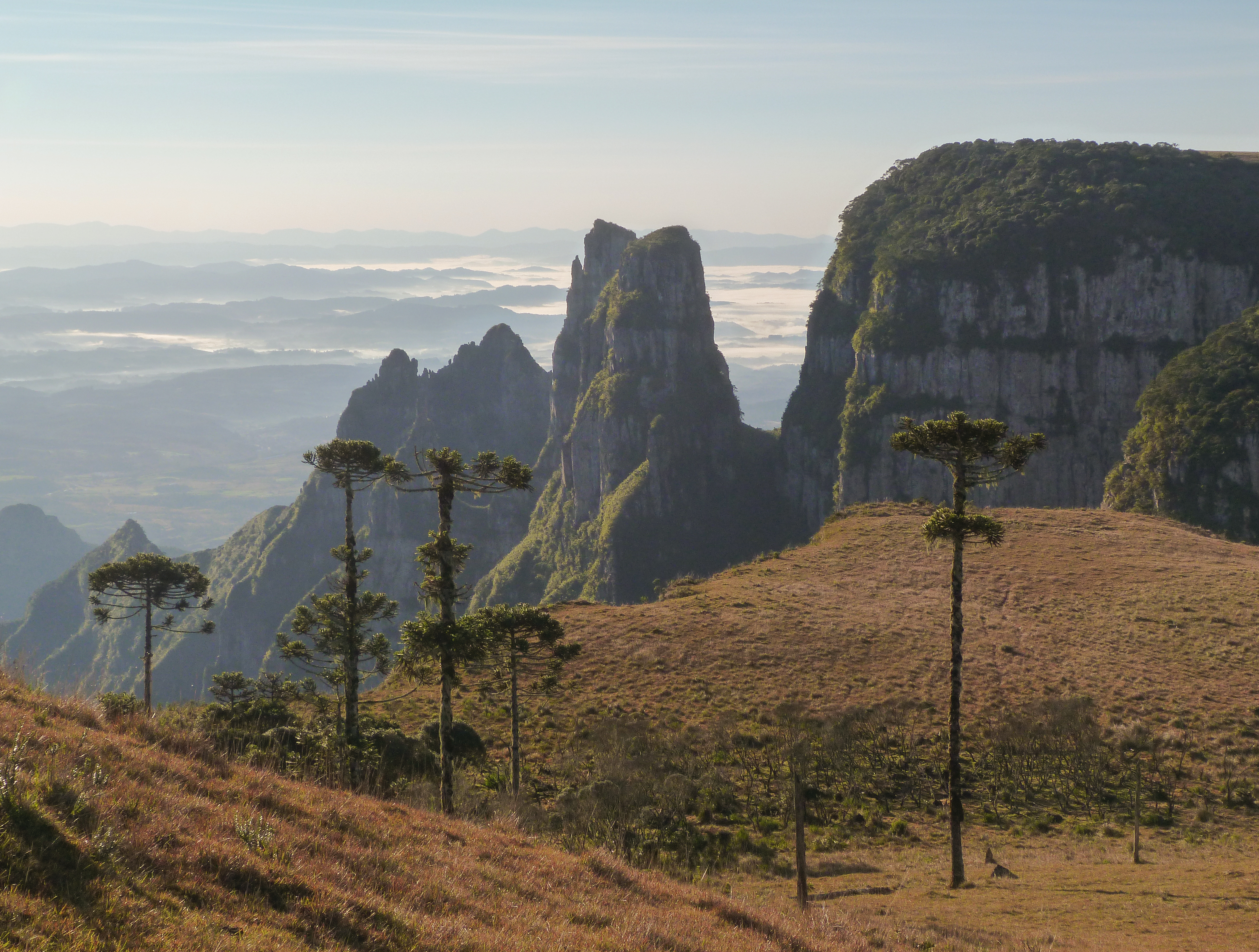
Paysage du parc national de São Joaquim. Juin 2012.

Le parc national de São Joaquim est une réserve naturelle brésilienne. Il se situe dans la région Sud, dans l'État de Santa Catarina, non loin de la ville de São Joaquim.

## Histoire
Le parc fut créé le 6 juillet 1961 et couvre une superficie de 42 837 ha.

## Géographie
Il regroupe des zones montagneuses, faisant partie de la Serra Geral, parmi les plus froides du pays.
Il s'étend sur les territoires des municipalités d'Urubici, Bom Jardim da Serra, Grão Pará et Orleans.